# Maria Maddalena leggente

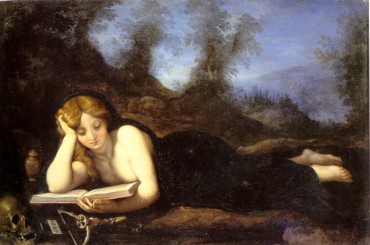
Copia di Cristofano Allori

Maria Maddalena leggente è un quadro a pittura a olio su tela dipinto da Antonio Allegri detto il Correggio, databile al 1527-1530 circa, considerato finora perduto. A lungo, una copia antica dell'originale fu custodita nella Gemäldegalerie di Dresda, poi andata dispersa nel 1945.

## Storia
A partire dal primo Seicento è possibile registrare negli inventari di collezionisti italiani e stranieri la presenza di copie di un dipinto del Correggio rappresentante Santa Maria Maddalena coricata che legge: celebri esempi ne sono una copia di Cristofano Allori e una di Sisto Badalocchio. Dal Seicento all'Ottocento, la fama di questa invenzione del Correggio, quasi una controparte sacra della celebre Venere dormiente di Giorgione, raggiunse livelli altissimi.
Per lungo tempo si pensò che l'originale del Correggio fosse il dipinto proveniente dalla Collezione Estense di Modena e che si trovava a Dresda fino alla seconda guerra mondiale, quando andò irrimediabilmente disperso nel 1945. Fu Giovanni Morelli a declassare l'esemplare a copia perché dipinta su rame. Sembra quindi che l'opera fosse una derivazione fiorentina del XVII secolo dipinta da un pittore manierista. Tuttavia, possiamo considerare l'opera di Dresda una fedele memoria dell'invenzione del Correggio.
L'opera italiana più vicina a quella ideata dal Correggio fu prodotta a Mantova da Giulio Romano. 
Secondo lo studioso inglese David Ekserdjian, supportato da altri studiosi, fu la marchesa di Mantova Isabella d'Este a commissionare direttamente l'opera dopo il pellegrinaggio nel 1517 alla Basilica di Santa Maria Maddalena, testimonianza del particolare interesse per la santa penitente. La marchesa fu ivi accompagnata da cortigiani, servitori e dall'umanista Mario Equicola, allora suo precettore e in seguito segretario. Il quale scrisse per l'occasione l'opuscolo Iter in Narbonensem Galliam. Isabella d'Este aveva già ricevuto informazioni da Veronica Gambara riguardo alla maestria del Correggio a rappresentare santa Maria Maddalena, ciò indicava fra i più verosimili committenti dell'opera del Correggio proprio la marchesa. Il pellegrinaggio di Isabella d'Este nel santuario di Saint-Baume in Provenza avveniva in seguito ad un voto fatto in occasione della Pasqua del 1517. Il viaggio in Provenza voleva probabilmente catturare l'attenzione e la benevolenza di Luisa di Savoia, madre del re di Francia Francesco I, devota della Maddalena, tanto da commissionare un'agiografia della santa al teologo Jacques Léfevre D'Etaples che contribuì a risolvere il dibattito delle tre Marie, relativo all'identificazione di Maria Maddalena con Maria di Betania e con l'anonima prostituta della casa di Simone il fariseo, la nota figura della peccatrice penitente. La partenza per la Provenza di Isabella potrebbe essere legata al ruolo da lei avuto nella protezione accordata al proprio genero Francesco Maria I Della Rovere, ricercato da Leone X che aveva assegnato il ducato di Urbino al proprio nipote. Isabella aveva impegnato i propri gioielli per assoldare un corpo di guardia armato per difenderlo. 
Altre testimonianze fanno pensare che Vittoria Colonna, che pure desiderava fare un pellegrinaggio alla Sainte-Baume e aveva una speciale devozione per santa Maria Maddalena, avesse richiesto a Isabella di donarle l'originale del Correggio, che sarebbe quindi migrato a Roma, o a Ischia dove la donna risiedeva.
Successivamente, il dipinto è catalogato nella collezione della famiglia Gaddi, di Firenze, dove è certo che il Cristofano Allori lo copiò più volte.
Il 27 gennaio 2022 la casa d'aste Sotheby's di New York metterà in asta il dipinto Saint Mary Magdalen reading, di proprietà privata (olio su tavola, 27,7×39 cm): potrebbe essere l'originale che si credeva perduto. Il valore stimato è di circa 5 milioni di dollari.
In riferimento alla "Saint Mary Magdalen reading" messa all'asta da Sotheby's, gli illustri professori Marzio Dall'Acqua ("Sotheby's sbaglia, quel Correggio non è autentico") e Vittorio Sgarbi ("Dall'Acqua ha ragione, quel Correggio è un falso"), tra gli altri noti esperti e storici dell'arte, sostengono che la Maddalena di Sotheby's sia una copia di scarsa qualità della celebre Maddalena Leggente di Antonio Allegri da Correggio. I dubbi sul lotto 23, messo all'asta da Sotheby's il 27 gennaio 2022 (a un prezzo irrisorio per un capolavoro di Correggio e in aggiunta all'importanza storica della "Maddalena Leggente"), hanno fatto sì che non trovasse un acquirente.
D'altra parte, sia Sotheby's che lo storico David Ekserdjian, coinvolto nella questione dell'attribuzione, hanno sorprendentemente omesso nella sua ampia e non documentata sezione sulla provenienza del dipinto l'informazione più recente e attendibile: l'asta tenutasi il 1º gennaio 2018, presso la Phoebus Auction Gallery (Hampton, VA, USA), lotto nº0060 in cui questo stesso dipinto è stato venduto per 4750 dollari, catalogato come un'altra copia anonima (CA 1600) del celebre dipinto del Correggio.
Miguel Ángel García Vega, noto giornalista investigativo specializzato in arte per il prestigioso quotidiano El País, ha pubblicato due articoli su questa controversa attribuzione nel gennaio 2022: ARTE - "Quanto vale questo dipinto: 4.200 euro o quattro milioni?" e AUCTIONS - "La 'Maddalena leggente', attribuita al Correggio, non trova casa".
Il professor Giuseppe Adani, studioso dell'opera di Correggio, nel 2020 ha pubblicato la sua ultima monografia sull'artista emiliano "Correggio: Il Genio, le Opere", edito da Silvana Editoriale, in cui presenta la "Maddalena leggente", che lui e altri esperti considerano il dipinto originale di Correggio.

## Descrizione e stile
La Maddalena è rappresentata sdraiata nella grotta, mentre legge un libro e con una mano tiene il capo appoggiato, dai lucidissimi capelli biondi, appena increspati.
Quando fu dipinta, la Maddalena leggente rappresentava un'iconografia piuttosto inusuale in Italia. Era invece un soggetto più noto nelle Fiandre e in quelle regioni francesi che erano in qualche modo legate alla devozione di santa Maria Maddalena. Infatti, secondo la Legenda aurea di Jacopo da Varazze e alla tradizione provenzale, la santa si sarebbe recata in Provenza per evangelizzare le coste francesi e avrebbe poi terminato i suoi giorni alla Sainte-Baume, ritirata in un'impervia montagna a fare penitenza. Nel santuario poi costruito in loco, si trovava una statua nella stessa posa coricata che poi tanti artisti, il Correggio incluso, avrebbero adottato per i loro dipinti.